# Kapelle Liebenberg

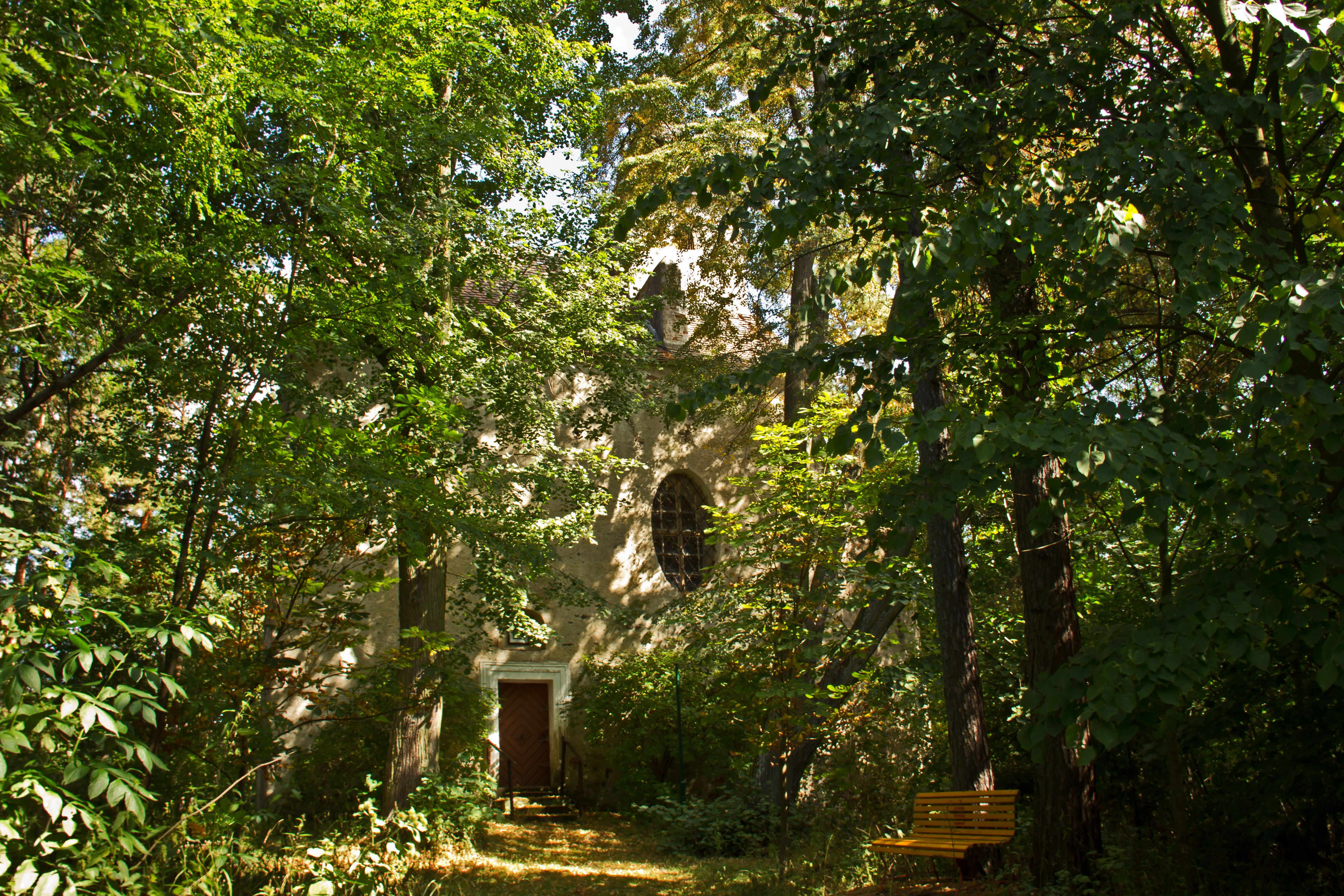
Katholische Kapelle hl. Sebastian in Liebenberg

Die Kapelle Liebenberg steht nördlich abseits des Ortes Liebenberg in der Marktgemeinde Ludweis-Aigen im Bezirk Waidhofen an der Thaya in Niederösterreich. Die auf den heiligen Sebastian geweihte römisch-katholische Kapelle gehört zum Dekanat Waidhofen an der Thaya in der Diözese St. Pölten. Die Kapelle steht unter Denkmalschutz (Listeneintrag).

## Geschichte
Vom 12. Jahrhundert bis in die Reformationszeit bestand eine Eigenpfarre. Urkundlich wurde 1484 die Weihe auf den hl. Johannes Evangelist genannt.
Der Zusammenhang der Hausberganlage mit der Kapelle zur doch etwas entfernten Ruine Liebenberg ist noch ungeklärt.

## Architektur
Die Kapelle steht erhöht mitten im Wald als Rest einer ehemaligen Hausberganlage. Der hohe Kapellenbau ist ein im Kern ein romanischer Saalbau mit einem Dachreiter.
Die Kapelle unter einem Ziegelsatteldach zeigt eine Fassade mit Bruchsteinmauerwerk teils mit Resten von Verputz. Im östlichen Joch des Langhauses hat die Kapelle hohe barocke Ovalfenster, die Westfront hat ein Oculusfenster. Südseitig befindet sich ein barockes profiliertes Rechteckportal mit gedoppelter Barocktür. Über dem Portal befindet sich die Nischenfigur Maria mit Kind im barocken Stil. Über der niedrigeren eingezogenen Halbkreisapsis mit Ochsenaugen befindet sich ein chorturmartiger Dachreiter mit spitzbogigen Schallfenstern mit einem geschindelten Pyramidenhelm.
Das Kapelleninnere zeigt ein hohes barockes zweijochiges Langhaus unter einem Kreuzgratgewölbe über einem schwibbogenförmigen Gurt und einer in die Nordwand eingelassenen profilierten Spitzbogennische. Die Holzempore ist aus dem 19. Jahrhundert. Der eingezogene Triumphbogen wurde wohl barock erhöht. In der gewölbten Apsis befindet sich Ovalfenster mit barocken Rundbogengewänden. Die Kapelle ist durchgehend mit einem Ziegelboden ausgelegt.

## Ausstattung
Der Hochaltar als Tabernakelaltar in spätbarocken Formen nennt urkundlich eine Stiftung 1703 und zeigt an der Apsiswand das Bild Maria mit Kind aus dem 19. Jahrhundert und trägt im Fragment eines Altarauszuges Gottvater aus dem 18. Jahrhundert. Er trägt die seitlichen Schnitzfiguren hl. Sebastian und hl. Rochus aus dem 17. Jahrhundert ursprünglich vom ehemaligen Seitenaltar zur Pestzeit um 1682. Es gibt spätgotische Schnitzfiguren hl. Sebastian aus dem Anfang des 16. Jahrhunderts und hl. Pankratius um 1500.
Es gibt einen romanischen runden Taufstein auf einem Säulenstumpf über einer Eckknollenbasis aus dem 13. Jahrhundert.